# اس‌ان‌تی داینامیکس
اس‌ان‌تی داینامیکس (انگلیسی: SNT Dynamics) شرکت صنایع جنگ‌افزاری کره‌ای است، که در سال ۱۹۵۹ تأسیس شد.